# Cardiotaphe

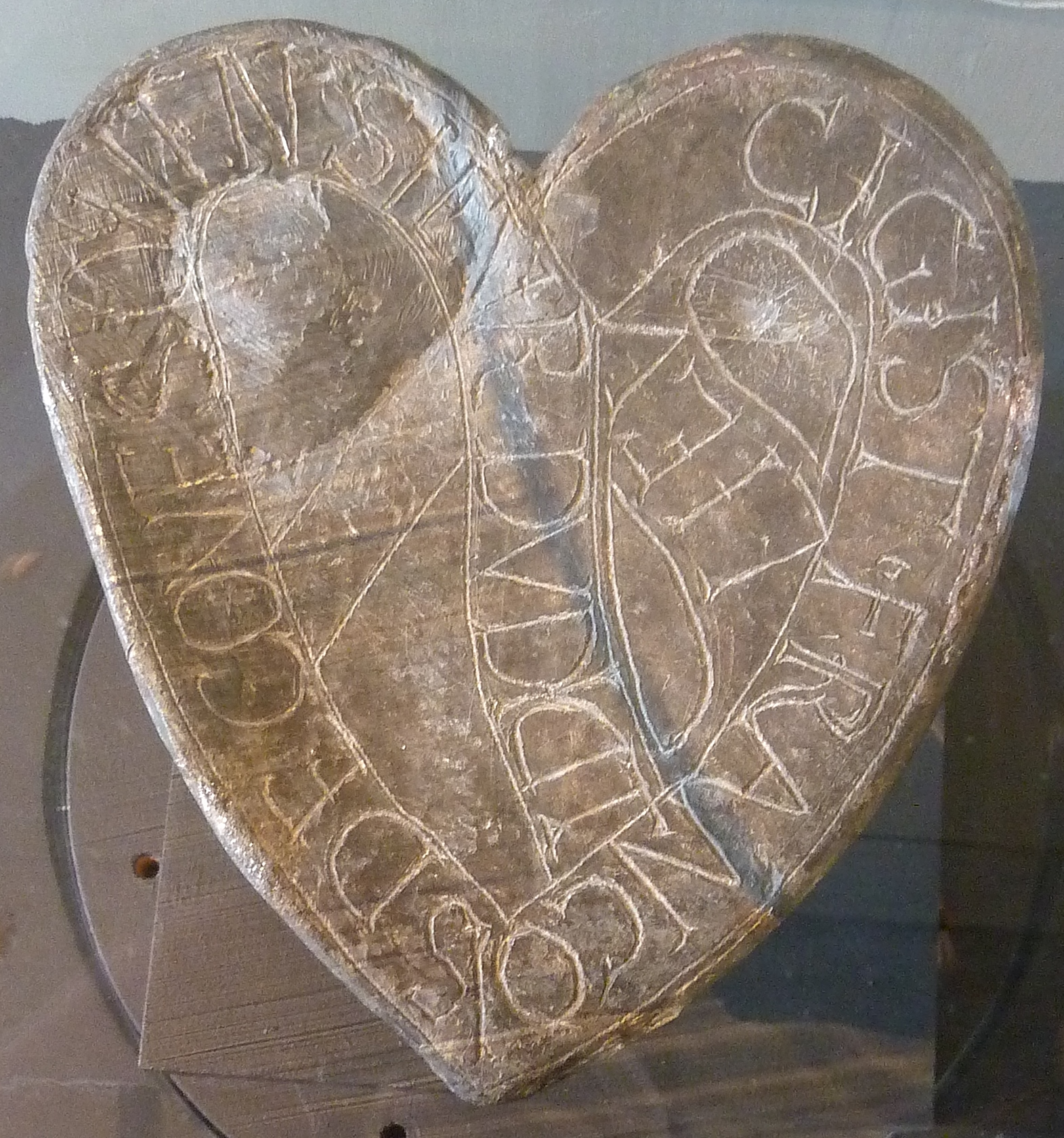
Cardiotaphe de François de Coëtquen. 1557. Plomb. Collection Musée de Dinan - Ville de Dinan.

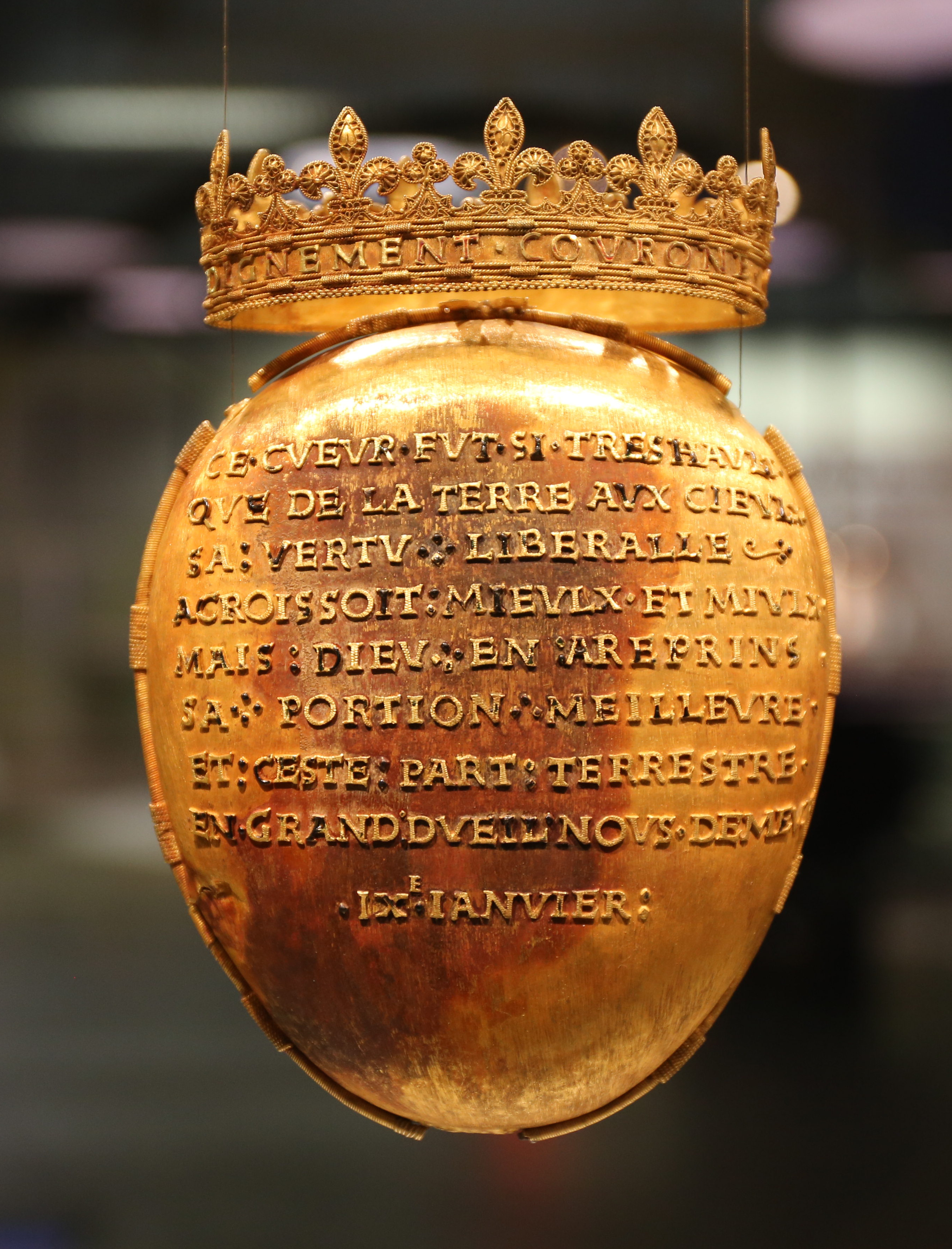
L'écrin du cœur d'Anne de Bretagne, un objet funéraire d'orfèvrerie.

Un cardiotaphe, appelé aussi carditaphe ou tombeau de cœur, est un monument funéraire recueillant le cœur d'un défunt de haut rang. Le cœur ayant une grande symbolique religieuse sous l'Ancien Régime, il était souvent séparé et inhumé à un autre endroit que les ossements et les entrailles, selon le principe de la tripartition du corps. Cette dilaceratio corporis permet la multiplication des cérémonies. On identifie un gisant de cœur par la présence d'un petit cœur sculpté dans la main gauche du personnage.